# بهای کالای فروخته شده
بهای تمام شده کالای فروش رفته (انگلیسی: Cost of goods sold) به ارزش دفتری کالاهای فروخته شده در یک دورهٔ خاص اشاره دارد. بهای مربوط به کالاها بوسیلهٔ فرمول‌های مختلفی از قبیل شناسایی ویژه، اولین صادره از اولین وارده (فایفو)، یا بهای میانگین محاسبه می‌شود. بها شامل تمامی هزینه‌های خرید، تبدیل و سایر هزینه‌های مربوط به کالا می‌باشد. بها کالای ساخته شده شامل مواد، دستمزد و سربار تخصیص یافته است. بهای کالاهایی که تاکنون فروخته نشده، به عنوان موجودی کالا تا زمان فروش یا کاهش ارزش، نگهداری می‌شود.